# 基里洛夫卡农村居民点
基里洛夫卡农村居民点（俄语：Кирилловское сельское поселение）是俄罗斯联邦布良斯克州克利莫沃区所属的一个农村居民点。其下辖有7个居民点，行政中心为基里洛夫卡。据2015年统计，该农村居民点的人口为903人。